# Basketball Nationen-Cup

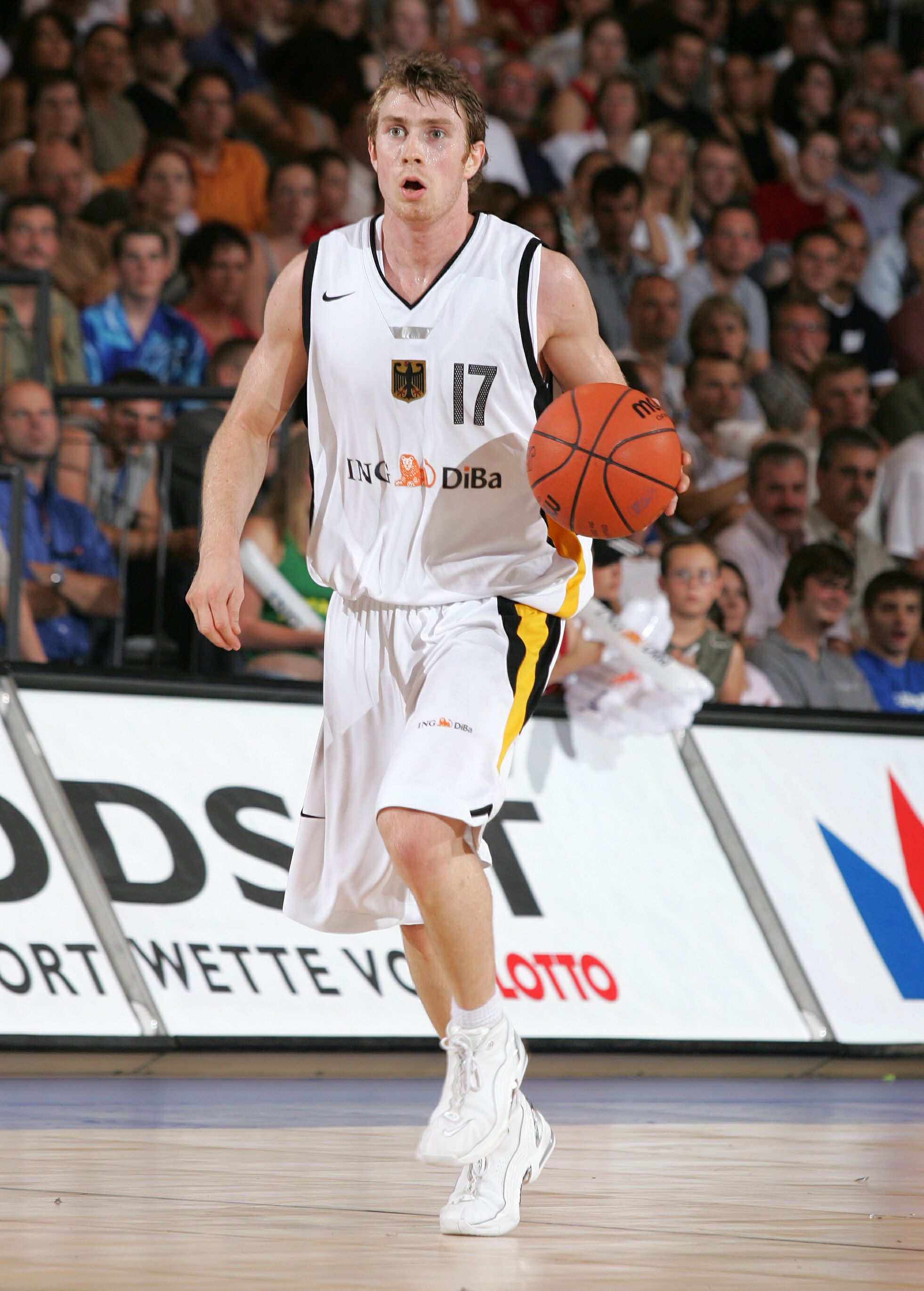
Johannes Strasser (2005)

Der Basketball Nationen-Cup war ein hochkarätig besetztes internationales Basketballturnier für Studierenden-Nationalmannschaften, das von 2003 bis 2009 alle zwei Jahre vom Hochschulsport der Westfälischen Wilhelms-Universität in Münster ausgerichtet wurde.

## Historie
Im Juli 2003 und Juli 2005 trafen in der Sporthalle Berg Fidel beim Basketball Nationen-Cup jeweils vier Studierenden-Nationalmannschaften (auch A2-Nationalteams) aufeinander. Die Teams nutzen den Basketball Nationen-Cup als Vorbereitung auf die Sommer-Universiade. Nach den Olympischen Spielen ist die im Zweijahresrhythmus stattfindende Sommer-Universiade die größte Multisport-Veranstaltung der Welt.

## 2003
Das Jahr 2003 stand in Nordrhein-Westfalen ganz im Zeichen des Hochschulsports. In dem von der Landesregierung ausgerufenen Jahr des Hochschulsports wurden von den nordrhein-westfälischen Hochschulen zahlreiche Spitzensport-Events ausgerichtet. Der 1. Basketball Nationen-Cup war eine der herausragenden Sportveranstaltungen des Jahres. Das Turnier wurde vom Hochschulsport Münster, dem Deutschen Basketball Bund und dem Allgemeinen Deutschen Hochschulsportverband realisiert, um die deutsche Studierenden-Nationalmannschaft intensiv und professionell auf die Universiade in Daegu/Südkorea (21. bis 31. August 2003) vorzubereiten.
Mit dem Hochschulsport Münster wurde ein Ausrichter ausgewählt, der in den vergangenen Jahren zahlreiche Spitzensportveranstaltungen organisiert hat.
Die deutsche Studierenden-Nationalmannschaft traf in der Sporthalle Berg Fidel auf die Nationalteams aus Estland, Russland und der Türkei. Die vier Studierenden-Nationalteams nahmen im Anschluss an den 1. Basketball Nationen-Cup an der Universiade in Daegu teil.
Die russische Mannschaft erreichte in Daegu den 2. Platz und gewann die Silbermedaille. Im Finale am 31. August 2003 verloren die Russen gegen die Auswahl aus Serbien und Montenegro mit 76:85. Die Platzierungen der anderen drei Teams bei der Universiade: Türkei: 6. Platz, Estland: 9. Platz und Deutschland: 10. Platz.

## 2005
2005 richtete der Hochschulsport Münster zum zweiten Mal den Basketball Nationen-Cup aus. Für die deutsche Studierenden-Nationalmannschaft stand wieder die intensive Vorbereitung auf die Universiade in Izmir/Türkei (11. bis 21. August 2005) im Vordergrund. Beim 2. Basketball Nationen-Cup traf die deutsche Mannschaft auf die Nationalteams aus Russland und der Türkei. Komplettiert wurde das Teilnehmerfeld von einem amerikanischen College-Team. Die amerikanische Mannschaft setzte sich aus den besten Spielern der Atlantic Coast Conference (ACC) zusammen.
Die Teams nutzten das Turnier sehr erfolgreich zur Vorbereitung auf die Universiade. Die Ergebnisse des Basketballturniers der Universiade in Izmir verdeutlichen den hohen sportlichen Stellenwert des Basketball Nationen-Cups als „Universiade-Vorbereitung“: Von den insgesamt 30 Nationalteams platzierten sich die vier Mannschaften, die am Turnier in Münster teilgenommen haben, unter den ersten sechs. Die Ergebnisse: Türkei: 6. Platz, Deutschland: 5. Platz, Russland: 4. Platz und USA: 1. Platz (Goldmedaille).

## 2007
2007 wurde die Sommer-Universiade vom 8. bis 18. August 2007 in Bangkok/Thailand ausgerichtet. Bei der 3. Auflage des Basketball Nationen-Cups stand für die deutsche Nationalmannschaft wieder die Vorbereitung auf die Universiade im Vordergrund. Das Turnier fand vom 6. bis 8. Juli 2007 in Münster statt. Das deutsche Team traf auf die Nationalmannschaften aus Japan, Litauen und der Ukraine und gewann erstmals den Basketball Nationen-Cup.

## 2009
Nach dem bundesweit einmaligen Jahr des Hochschulsports 2003 fand vom 22. bis 28. Juni 2009 in Nordrhein-Westfalen die Woche des Hochschulsports statt. Bereits zum vierten Mal bereitete sich die deutsche Studenten-Nationalmannschaft beim Turnier in Münster auf die Universiade vor, die vom 1. bis 12. Juli 2009 in Belgrad stattfand. „Trainingspartner“ und zugleich Turniergegner waren die Auswahlteams aus Brasilien, Israel und der Ukraine.
Dirk Bauermann, Trainer des A-Teams, begleitete den Nachwuchs persönlich. Die bis zu 500 Zuschauer konnten lediglich einen Sieg der DBB-Elf sehen. Am Ende gewann Brasilien ungeschlagen vor Israel (2.), Deutschland (3.) und der Ukraine (4.).